# 不老青山
不老青山位于中国太行山脉的南部东麓，地理位置在河北省邢台市信都区西北约70公里处的宋家庄镇大北沟村。该山脉位于太行断裂带上，海拔1822米。主要以石质山地为主，地势险峻。